# Lijst van burgemeesters van Grevenbicht
Dit is een lijst van burgemeesters van de voormalige Nederlandse gemeente Grevenbicht tot die gemeente op 1 januari 1982 opging in de gemeente Born.
| Ambtsperiode | Naam burgemeester           | Partij of stroming | Bijzonderheden |
| ------------ | --------------------------- | ------------------ | --- |
| 1825 - 1843  | G. Schous                   |                    | sinds 1819 al schout |
| 1843 - 1846  | L.H.D. Cornabé              |                    | stiefzoon van Jacques Beelaerts, van 1821-1830 burgemeester van Obbicht en Papenhoven (zie: Kasteel Obbicht)                                                                      |
| 1846 - 1864  | J.W. Koten                  |                    | |
| 1864 - 1902  | F.K. Schous                 |                    | |
| 1902 - 1918  | Jan Willem Koten            |                    | kleinzoon van voorgaande naamgenoot |
| 1918 - 1941  | M.J.A.B.M. Koten            |                    | vanaf 1926 tevens burgemeester van Obbicht en Papenhoven; zoon van voorganger. Neemt deel aan het Zuid-Limburgs burgemeestersverzet. Neemt om principiële redenen daarom ontslag. |
| 1941 - 1942  | J.H. Ruijpers               |                    | tevens burgemeester van Obbicht en Papenhoven en Roosteren; eerder burgemeester van Schin op Geul                                                                                 |
| 1942 - 1944  | J.H. Schreurs               | NSB                | waarnemend; tevens (waarnemend) burgemeester van Obbicht en Papenhoven, Roosteren en Urmond                                                                                       |
| 1944 - 1952  | M.J.A.B.M. Koten            |                    | tevens burgemeester van Obbicht en Papenhoven. Herindiensttreding na bevrijding                                                                                                   |
| 1953 - 1966  | mr. Louis (L.J.M.) Corten   |                    | tevens burgemeester van Obbicht en Papenhoven; later burgemeester van Heer en Meerssen                                                                                            |
| 1966 - 1972  | Theo (Th.J.W.) van Hinsberg |                    | tevens burgemeester van Obbicht en Papenhoven; eerder burgemeester van Nieuwstadt                                                                                                 |
| 1972         | Frans (F.A.) Corten         | KVP                | waarnemend; tevens burgemeester van Limbricht en waarnemend burgemeester van Obbicht en Papenhoven, later burgemeester van Nieuwstadt                                             |
| 1972 - 1982  | Frans (F.I.J.) Loefen       | KVP / CDA          | tot 1973 waarnemend; tevens (waarnemend) burgemeester van Obbicht en Papenhoven, later burgemeester van Schinnen                                                                  |